# Зафер (квартал на Истанбул)
„Зафер“ (на турски: Zafer) е квартал на Истанбул, разположен в околия Бахчелиевлер. Общата му площ е 1,1 км2. Според данни на Адресната система за регистриране на населението (ABPRS) към 2023 г. населението на „Зафер“ е 80 897 жители.